# SCAR/EDGE
『SCAR/EDGE』（スカー・エッジ）は、三田誠/著、植田亮/イラストのライトノベル。富士見ファンタジア文庫（富士見書房）より2004年11月から2007年3月まで刊行。「にゅうっとグランプリ」金メダル受賞作品。
また、テーブルトークRPG「ダブルクロス」のサプリメント「ライブボックス」には、著者の三田自身が作成した、本作の舞台を再現した背景設定である「烙印よ、ダブルクロスに遊べ。」が収録されている。

## ストーリー
烙印局の捜査官、土岐キズナはエリアナ女学院の理事長から、姉の未冬の奪還を依頼される。自分が巻き込まれた飛行機事故で死んだと思っていた姉は、テロリストに捕獲され、生き延びていた。
その依頼を受けに来たキズナを目撃した緋原・ちひろ・ランカスターも驚いていた。その少年は、以前に自分を救ってくれた少年だったのだ。

## 登場人物
土岐キズナ（とき きずな）
本作の主人公。烙印局の捜査官。
飛行機事故「レダー117」からの唯一の生還者であり、それをきっかけに“傷”持ちとなった。
「孤独」を欠落していることにより、物体から使用者の記憶を引きずり出し、再生する「ダウンロード」という“傷”を持っている。キズナはこの能力を用いて日本刀（和泉守兼定）から使用者の戦闘能力を引き出し、使用している。
制御サーキットは両手首の腕輪。一見手枷に見えるほどゴツい見た目。
名前の漢字表記は「絆」であるが、基本的に作中ではカタカナ表記の「キズナ」が用いられる。
緋原・ちひろ・ランカスター（あけはら・ちひろ・らんかすたー）
本作のヒロイン。エリアナ女学院に通う高校二年生。
英国人の父と日本人の母を持つハーフ。両親はともにレダー117で死亡している。
エアライフル射撃部に所属し、その腕前は男子ルールでほぼパーフェクトを取ってしまうほどである。しかし、大会決勝ではなぜか実力を十分に発揮できない。
両親の死で心が壊れかけていたところをキズナに救われたことがあり、今でもそのことをはっきり覚えている。
土岐未冬（とき みふゆ）
キズナの姉。名もなき七人（ネームレスセブン）の一人（詳細は後述）。
レダー117によってテロリストに捕獲され、冷凍睡眠に処せられていた。その影響で肉体が15歳から成長していないので、弟のキズナより年下に見える。
現在（単行本4巻終了後）はエリアナ女学院のシスターを勤めている。
織部美穂（おりべ みほ）
烙印局に所属する捜査官。キズナのパートナー。
“傷”持ちの保護官としての役割も兼ねており、妹の沙代も“傷”持ちであるため、烙印局の人間には珍しく“傷”持ちに対して理解がある。
織部沙代（おりべ さよ）
織部美穂の妹。ある事情により烙印局を抜け、特別に局外での生活を許されている。
「後悔」を欠落していることにより、未来を予言する“傷”を持っている。ただし、予言できるのは「人が死に至る未来」だけである。その的中率は非常に高く、知っていて予め対策していた者でさえほとんどが死亡している。
“傷”の影響で身体が非常に弱くなっており、視力も失っている。
名前で呼ばれることはほとんどなく、「カッサンドラ」という通称で呼ばれることが多い。
切通孝明（きりどおし たかあき）
烙印局関東支部長。1巻で発生したある事件の責任を取る形で左遷された。
工藤義鷹（くどう よしたか）
2巻から登場。切通に代わって配属された、新しい烙印局関東支部長。
“傷”持ちにも対等に接するなど、支部長としてはかなり異色の人物である。
名も無き七人の一人、QEDである。
カラ
2巻から登場。元・烙印局の捜査官。
恐怖が欠落しており、他者の記憶を操作できる“傷”、オーバーライトを持つ。コンピューター用語で上書きを意味する。
武器として理論上切断できないもののないとされる単分子ナイフとオートマチックの拳銃を持つ。この二つをお手玉できるほど使い慣れている。
制御サーキットはイヤリング型。キズナに好意を寄せていた。
本名は織田景虎（おだ かげとら）だが、男っぽくて気に入らないので「カラ」と呼ばせている。

## 用語
魂成学（ソウルトロジー）
本作に登場する架空の学問。
二十六次元以上の高次元において検出される特殊な波動を研究する学問で、魂成学ではこれを人間の「魂」と仮定している。
〈烙印〉
魂成学による魂を利用した、究極の個人認証システム。クレジットカード、定期券、施錠などさまざまな用途を兼ねる。
利便性を考え、利き手の掌へ施術されることが多い。
イメージとしては、SuicaやEdyを掌へ内蔵したようなものと言える。
烙印局
魂成学と〈烙印〉の管理を目的に設立された機関。
魂成学と〈烙印〉に関して独自の捜査権、裁判権を持ち、後述する“傷”の存在を社会に明かさないようにしている。
“傷”（スカー）・“傷”持ち（スカード）
〈烙印〉を施術する際に、0.000023%という確率で異常が発生することがある。そうなった人物は、〈烙印〉から超常的な力を引き出し、使用することができる。この能力を“傷”といい、“傷”を持つ人間を“傷”持ちという。
“傷”を持つには、「欠落」と呼ばれる深い心の傷（親しい人物が死亡した、自分が死にかけたなど）が必要とされる。この心の傷が〈烙印〉を誤動作させることにより、“傷”が発現する。（例、土岐キズナの〈ダウンロード〉、織部紗代の〈死の予言〉等）
名もなき七人（ネームレス・セブン）
インターネット上で活動していた学者集団。
共同研究で魂成学を発表し、それと同時にインターネット上から姿を消した。
灰色脳（アッシュ・ブレイン）
名もなき七人の筆頭にして、魂成学の始まりである人物。他の六人に魂成学の基礎理論を書いたメールを送り、協力を持ちかけた。
他の六人全員に「この人にだけは敵わない」と言わしめるほどの才能の持ち主。
正体はちひろの母親（本名は作中では記載されていない）。魂成学が確立する前から“傷”持ちであった。ちひろが幸せで過ごすための世界を求めていた。
スノウ
理論の構築・検証において最も優れていた人物。魂成学の中核をなす理論は、彼女が製作したものである。
正体は土岐未冬。詳細は前項を参照。
QED
七人の中でも最も創造に長けていた人物。
理論や数式を介さず、問いを見た瞬間に解答が浮かぶことから、証明終了の意味を持つハンドルを名乗っていた。
正体は工藤義鷹。詳細は前項を参照。
イマキュラータ
個人的にスノウと親しく、名もなき七人が解散して以後もメールのやりとりを続けていた。
正体はマザー・アズレア。ちひろ達が通うエリアナ女学院の理事長である。
サリエリ
烙印による実験を主に担当していた人物。他の六人より才能に乏しいことを自覚していた節がある。
笑い狐の別人格。
笑い狐（ラフ・フォックス）
他のメンバーの論考に矛盾や破綻を見つけることを楽しんでいた人物。「くかかかか」という笑い声が特徴的。
サリエリの別人格。
二代目（セカンド）
スノウと同様に理論の構築・検証に秀でた人物。笑い狐とはよく喧嘩していたらしい。他6人の後継者になりえるモノ。
正体は灰色脳が持ってきた魂を持つ人工知能（魂成学で判断すると魂を持ったことになる）。

レダー117
東京発ロンドン行きの飛行機をテロリストが襲撃し、乗客184人が死亡、生存者は幼い少年（土岐キズナ）一人だけという大惨事となった飛行機事故。ちひろの両親もこの事故で死亡している。
キズナはこの事故をきっかけに“傷”持ちとなった。
正確には未冬も生存者であるが、彼女はテロリストに捕獲されたため、死者の側にカウントされている。
実際は、QEDこと工藤が灰色脳を殺すために情報を流したために起きたテロ。
オケアーノス
2巻で登場。魂成学および〈烙印〉システム実験のために烙印局によって作られた、海上の環境系管理施設。
超大型船舶としての機能も備えており、単独での航海が可能である。

## 既刊一覧
- 三田誠（著）・植田亮（イラスト）、富士見書房〈富士見ファンタジア文庫〉、全4巻
  - 『烙印よ、刃に囁け。 SCAR/EDGE』、2004年11月20日発売[1]、ISBN 978-4829116524
  - 『烙印よ、虚ろを満たせ。 SCAR/EDGE』、2005年9月17日発売[2]、ISBN 978-4829117217
  - 『烙印よ、想いを蝕め。 SCAR/EDGE』、2006年3月18日発売[3]、ISBN 978-4829118108
  - 『烙印よ、絆を宿せ。 SCAR/EDGE』、2007年3月20日発売[4]、ISBN 978-4829119075